# Dovhalivka, Pohrebîșce
Dovhalivka (în ucraineană Довгалівка) este o comună în raionul Pohrebîșce, regiunea Vinnița, Ucraina, formată numai din satul de reședință.

## Demografie
Componența lingvistică a satului Dovhalivka
     Ucraineană (98,73%)
     Rusă (1,27%)
Conform recensământului din 2001, majoritatea populației satului Dovhalivka era vorbitoare de ucraineană (98,73%), existând în minoritate și vorbitori de rusă (1,27%).